# Prostitución en La Haya

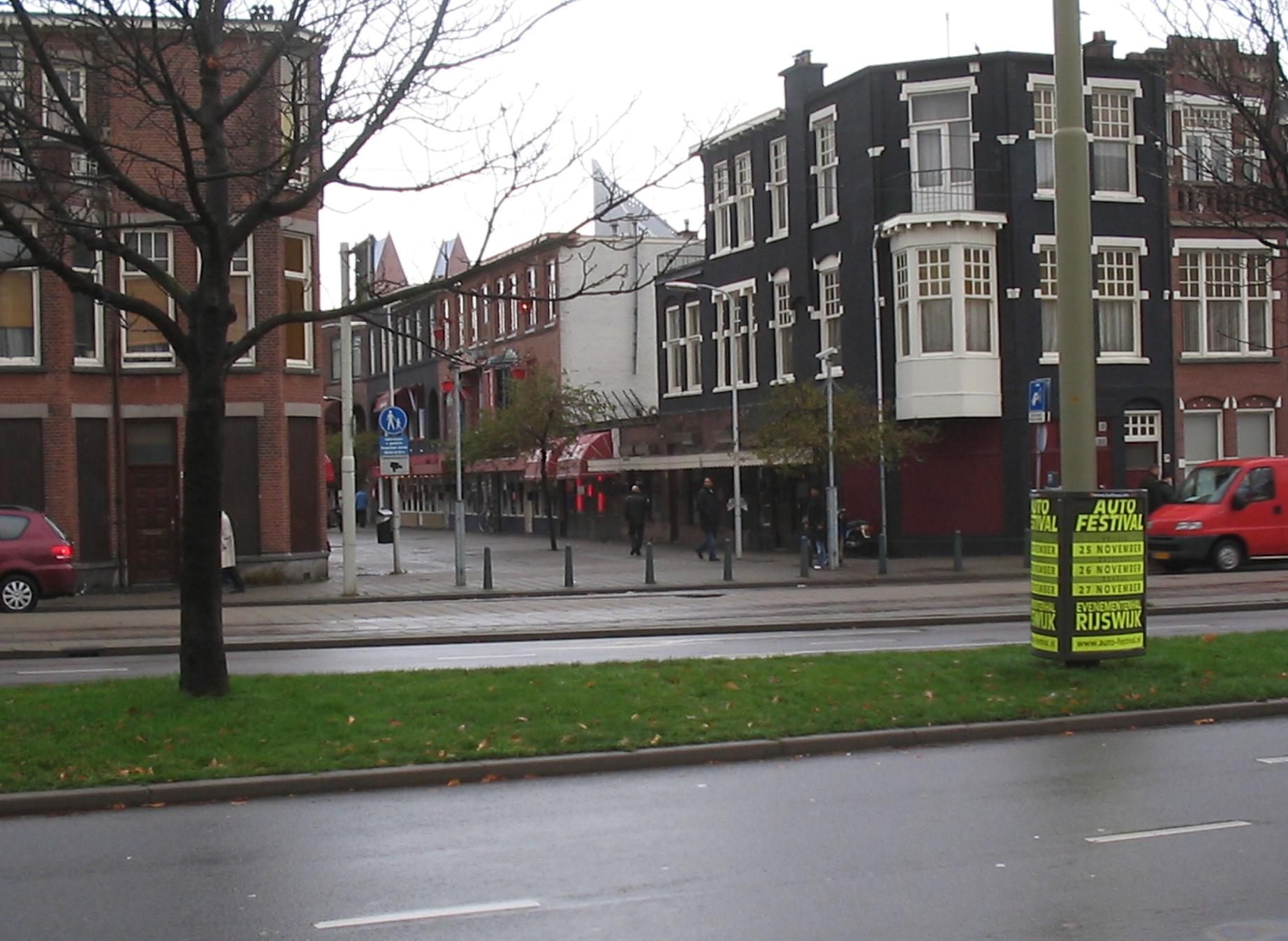
Imagen de Geleenstraat.

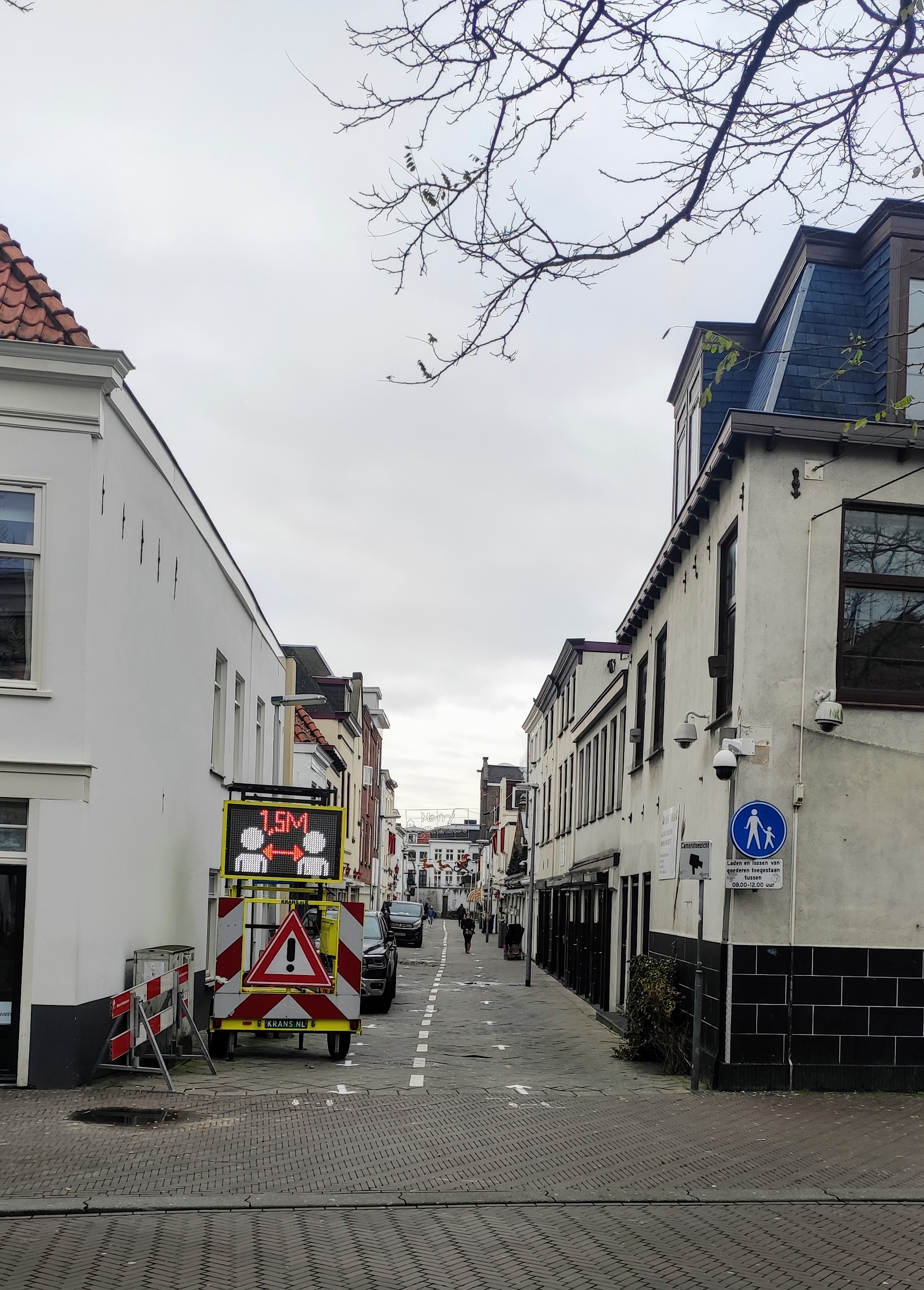
Pasadizo de Doubletstraat, con ventanales a ambos lados de la calle.

La prostitución en los Países Bajos es legal y está regulada. Otras operaciones, como operar o regentar un burdel, también son legales en el país. El barrio rojo de Ámsterdam, ubicado en dicha ciudad, es el barrio rojo más reconocido a nivel mundial, siendo un destino para el turismo sexual internacional.
No obstante, no es el único del país. Otra ciudad en el que la prostitución está presente es La Haya, capital administrativa del país y sede de la realeza neerlandesa. Alberga las sedes del Tribunal Internacional de Justicia y la Corte Penal Internacional. Distingue, además de contar con burdeles, dos tipos de prostitución principal: la callejera y la prostitución de ventana.

## Prostitución de ventana
Dentro de dicha categoría, la ciudad tiene dos lugares principales.
La primera área la integra Doubletstraat, un área del casco antiguo, que alberga 190 ventanales, y la Geleenstraat y la adyacente Hunsestraat en Rivierenbuurt con otras 140 ventanas.
En un debate en la Cámara de Representantes en 1911 se habló de la prostitución en los escaparates de het Zieke y de Huygenspark, áreas donde ya no se integra. Hasta 2005 existía una tercera calle de prostitución, entonces la más grande; Poeldijksestraat, en Schilderswijk, que albergaba casi el cómputo completo de las existentes, con 300 ventanas. Estas quedaron clausurados en 2005 y los edificios en cuestión fueron demolidos en enero de 2006.

## Prostitución callejera
Hacia el año 1900, Binnenhof era una zona de prostitución en La Haya. Durante el día, el tránsito de gente era habitual, que disminuía hasta llegar la noche, cuando las prostitutas empezaban a transitarla en busca de clientes.
Para limitar o «gestionar» las molestias causadas por la prostitución callejera, La Haya estableció en 1983 una «zona de inflexión» en Waldorpstraat, en Laakkwartier. Se crearon instalaciones como una «sala de estar» donde las prostitutas podían acudir para recibir atención médica, duchas, comida, condones y similares.
A partir de 2000, la situación en torno al barrio rojo se volvió inmanejable en opinión de las autoridades, en parte debido al levantamiento de la prohibición de los burdeles aquel año, la supresión de los requisitos de visado para los países del bloque del Este, la concentración de inmigrantes ilegales, traficantes y drogadictos, y quizás también debido a la supervisión insuficiente por parte de las autoridades. El 1 de marzo de 2006, La Haya abolió la zona de prostitución, pasando a concentrarse en el área de ventanales y burdeles.
En 2020, a raíz de la pandemia de coronavirus, el consejo local de La Haya exploró trasladar su barrio rojo a un «centro erótico» en el distrito Sporendriehoek de la ciudad, cercen del distrito financiero y central de transportes, un esfuerzo por proporcionar un lugar de trabajo seguro y legal para las prostitutas, siguiendo el ejemplo del barrio rojo de Ámsterdam. Un estudio del Ayuntamiento de La Haya concluyó que, a diferencia de lo que ocurría en Ámsterdam, muchas prostitutas estarían dispuestas a mudarse a una nueva ubicación en las afueras del centro de la ciudad, siempre que sus lugares de trabajo no cerraran por completo.